# Heydon, Cambridgeshire
Heydon är en ort och civil parish i Storbritannien.   Den ligger i distriktet South Cambridgeshire i grevskapet Cambridgeshire i riksdelen England, i den sydöstra delen av landet, 60 km norr om huvudstaden London. Heydon ligger 141 meter över havet och antalet invånare är 206.
Terrängen runt Heydon är huvudsakligen platt. Heydon ligger uppe på en höjd. Runt Heydon är det ganska tätbefolkat, med 111 invånare per kvadratkilometer. Närmaste större samhälle är Cambridge, 17,8 km norr om Heydon. Trakten runt Heydon består till största delen av jordbruksmark.